# Filmes de 1951 da Paramount Pictures
Em 1951, a Paramount Pictures lançou um total de 25 filmes.

## Destaques
As produções mais significativas foram:
- Ace in the Hole, drama pesado de Billy Wilder, uma visão extremamente crítica da mídia sensacionalista, com Kirk Douglas no papel de um jornalista cínico e desprezível
- Detective Story, uma "mistura de realismo e teatralidade"[1] habilmente dirigida por William Wyler, ambientada numa delegacia de polícia de Nova Iorque
- Here Comes the Groom, agradável comédia de Frank Capra com Bing Crosby e forte elenco secundário, um dos campeões de bilheteria do ano
- The Mating Season, comédia sobre ascensão social, valorizada pelo desempenho de Thelma Ritter, que recebeu sua segunda indicação para o Oscar de Atriz Coadjuvante
- My Favorite Spy, outro grande sucesso na carreira de Bob Hope, aqui numa trama de espionagem ao lado de Hedy Lamarr
- A Place in the Sun, drama pessimista baseado em romance de Theodore Dreiser, ganhador de seis estatuetas do Oscar e o filme do estúdio mais rentável na temporada
- When Worlds Collide, ficção científica muito criativa, apesar do baixo orçamento, premiada com o Oscar de Efeitos Especiais e com a simpatia das plateias

## Prêmios Oscar
Vigésima quarta cerimônia, com os filmes exibidos em Los Angeles em 1951:
| Filme                | Indicações | Premiações |
| -------------------- | --- | --- |
| Ace in the Hole      | Roteiro Original | --- |
| Detective Story      | Atriz (Eleanor Parker) Atriz Coadjuvante (Lee Grant) Diretor Roteiro Adaptado                                                                                        | --- |
| Here Comes the Groom | História Original Canção | Canção |
| The Mating Season    | Atriz Coadjuvante (Thelma Ritter) | --- |
| A Place in the Sun   | Filme Ator (Montgomery Clift) Atriz (Shelley Winters Diretor Roteiro Adaptado Edição Fotografia (preto e branco) Figurino Trilha Sonora (filme dramático ou comédia) | Diretor Roteiro Adaptado Edição Fotografia (preto e branco) Figurino Trilha Sonora (filme dramático ou comédia) |
| Ridin' the Rails     | Curta-Metragem em Live Action (1 bobina) | --- |
| When Worlds Collide  | Fotografia (em cores) Efeitos Especiais | Efeitos Especiais                                                                                               |

### Prêmios Especiais ou Técnicos
- Gordon Jennings, S. L. Stancliffe e Departamentos de Engenharia e de Fotografia Especial da Paramount: Prêmio Científico ou Técnico (Classe II - Placa), "pelo projeto, fabricação e aplicação de um aparelho de gravação e reprodução de controle automático"[2]

## Os filmes de 1951
| Título original         | Título PT/BR                | Título PT/PT             | Astros                             | Diretor          |
| ----------------------- | --------------------------- | ------------------------ | ---------------------------------- | ---------------- |
| Ace in the Hole         | A Montanha dos Sete Abutres | O Grande Carnaval        | Kirk Douglas, Jan Sterling         | Billy Wilder     |
| Appointment With Danger | Na Boca do Lobo             |                          | Alan Ladd, Phyllis Calvert         | Lewis Allen      |
| Crosswinds              | Ouro dos Piratas            |                          | John Payne, Rhonda Fleming         | Lewis Foster     |
| Darling, How Could You! | A Mulher Que Não Pecou      | Alice Brincou com o Fogo | Joan Fontaine, John Lund           | Mitchell Leisen  |
| Dear Brat               | A Protetora do Bandido      |                          | Mona Freeman. Edward Arnold        | William Seiter   |
| Detective Story         | Chaga de Fogo               | História de um Detective | Kirk Douglas, Eleanor Parker       | William Wyler    |
| The Flaming Feather     | Flechas Incendiárias        |                          | Sterling Hayden, Forrest Tucker    | Ray Enright      |
| Here Comes the Groom    | Órfãos da Tempestade        |                          | Bing Crosby, Jane Wyman            | Frank Capra      |
| Hong Kong               | Hong Kong                   |                          | Ronald Reagan, Rhonda Fleming      | Lewis Foster     |
| The Last Outpost        | A Revolta dos Apaches       | Carga de Cavalaria       | Ronald Reagan, Rhonda Fleming      | Lewis Foster     |
| The Lemon Drop Kid      | No Mato Sem Cachorro        | O Vigarista              | Bob Hope, Marilyn Maxwell          | Sidney Lanfield  |
| The Mating Season       | O Quarto Mandamento         | Cocktail de Sogras       | Gene Tierney, John Lund            | Mitchell Leisen  |
| My Favorite Spy         | A Cigana Me Enganou         | A Minha Espia Favorita   | Bob Hope, Hedy Lamarr              | Norman Z. McLeod |
| Passage West            | Legião dos Desesperados     |                          | John Payne, Dennis O'Keefe         | Lewis Foster     |
| Peking Express          | O Expresso de Pequim        |                          | Joseph Cotten, Corinne Calvet      | William Dieterle |
| A Place in the Sun      | Um Lugar ao Sol             | Um Lugar ao Sol          | Montgomery Clift, Elizabeth Taylor | George Stevens   |
| Quebec                  | Flor de Sangue              |                          | John Barrymore Jr., Corinne Calvet | George Templeton |
| Red Mountain            | O Último Caudilho           |                          | Alan Ladd, Lizabeth Scott          | William Dieterle |
| Rhubarb                 | Um Gato em Minha Vida       |                          | Ray Milland, Jan Sterling          | Arthur Lubin     |
| Sailor Beware           | O Marujo Foi na Onda        | Marujo, O Conquistador   | Dean Martin, Jerry Lewis           | Hal Walker       |
| Silver City             | Prata Maldita               |                          | Edmond O'Brien, Yvonne De Carlo    | Byron Haskin     |
| Submarine Command       | O Tigre dos Mares           |                          | William Holden, Nancy Olson        | John Farrow      |
| That's My Boy           | Campeão Biruta              | Eles no Colégio          | Dean Martin, Jerry Lewis           | Hal Walker       |
| Warpath                 | Sanha Selvagem              |                          | Edmond O'Brien, Dean Jagger        | Byron Haskin     |
| When Worlds Collide     | O Fim do Mundo              |                          | Richard Derr, Barbara Rush         | Rudolph Maté     |